# 장난스런 키스 (영화)
《장난스런 키스》(원제:一吻定情/ Fall in Love at First Kiss)는 2019년에 개봉된 동명의 일본 순정만화를 원작으로 제작된 중화민국의 영화이다. 2019년 3월 한국개봉을 앞두고 주연배우 왕대륙과 천위산(프랭크 챈) 감독이 한국을 찾아 홍보 활동을 펼쳤다.

## 줄거리
내가 좋아하는 사람이 날 좋아할 확률은 얼마나 될까? ♥ A반 남신 ‘장즈수’와 처음 본 순간 KISS한 F반 ‘위안샹친’! 수학처럼 안 풀려도 절대 포기할 수 없는 확률 0% 멀고도 용감한 짝사랑 일대기

## 출연진
- 왕대륙 - 장즈수(江直樹) 역
- 임윤 - 위안샹친(原湘琴) 역
- 천바이룽(陳柏融) - 아진(阿金) 역
- 차이쓰윈(蔡思韻) - 궁사후이(宮紗繪) 역
- 타이즈위안 - 샹친네 아빠 위안유차이(原有才) 역
- 리밍순(李銘順) - 즈수의 아빠 장완리(江萬利) 역
- 종려제 - 즈수네 엄마 아리싸오(阿利嫂) 역
- 차이이전(蔡頤榛) - 샹친 친구 리메이(李美) 역
- 정인성(鄭茵聲) - 샹친 친구 샤오썬(小森) 역
- 곽서요 - 간호사 역 (특별출연)[1]

## 영화 정보
- 다다 가오루의 원작만화는 1996년 일본에서 TV드라마로 처음 만들어진 후 일본, 타이완, 한국, 태국 등에서 드라마와 영화, 애니메이션, 라디오드라마, 연극으로 여러 차례 리메이크되었다. 이번 작품은 일본(2016)에 이어 타이완과 중국의 제작사가 만든 2번째 영화 버전이다.
- 2019년 한국 개봉에 앞서 감독 천위산과 주연배우 왕대륙이 홍보활동을 위해 한국을 찾았다. 네이버 라이브톡 행사와 라디오 방송 수현의 볼륨을 높여요에 참석하였고, 롯데시네마 월드타워에서 열린 시사회에 참석하여 무대인사를 하였다. 한국방문 기간에 기자간담회가 예정되어 있었으나 갑자기 취소되는 소동이 있었다.[2]
- 41만 명의 관객을 동원한 《나의 소녀시대》를 꺾고, 한국에서 개봉된 최고 흥행기록을 세운 대만영화가 되었다.[3]